# 威爾遜城 (密蘇里州)
威爾遜城（英語：Wilson City）是位於美國密蘇里州密西西比縣的村。

## 人口
根據2020年美國人口普查的數據，威爾遜城的面積為0.19平方千米，皆為陸地。當地共有人口77人，而人口密度為每平方千米405人。